# Cerkveno leto
Cerkveno leto, tudi liturgično leto oziroma bogoslužno leto, ali cerkveni koledar, je koledar, ki določa bogoslužna opravila Rimskokatoliške Cerkve za vsak dan v letu. Od leta 1582 uporablja Katoliška cerkev za ta namen gregorijanski koledar, ki je hkrati postal tudi svetovno najbolj razširjeni koledar. Koledar cerkvenega leta določa razpored praznikov, bogoslužnih opravil in branja Božje besede. Razpored svetniških godov prikazuje koledar svetnikov.

## Katoliško cerkveno leto
Cerkveno leto določata največja krščanska praznika božič in velika noč. Čas pred božičem se imenuje advent (ali adventni čas), čas po božiču se imenuje božični čas. Čas pred veliko nočjo se imenuje postni čas, čas po veliki noči pa velikonočni čas. Ostali deli leta se imenujejo čas med letom.

### Adventni čas ali advent
Advent se začne s prvo adventno nedeljo (nedelja med 27.11. in 3.12.) in ima štiri nedelje (od 22 do 28 dni). Konča se s svetim večerom (24. decembra). Advent je čas priprave na božič - rojstvo odrešenika človeštva Jezusa Kristusa (latinsko: adventus redemptoris = prihod odrešenika). Adventni čas označuje vijolična liturgična barva.
Tradicionalno znamenje adventa je adventni venček s štirimi svečami: na prvo adventno nedeljo verniki prižgejo prvo svečo, na drugo adventno nedeljo dve sveči itd. V novejšem času se uveljavljajo adventni koledarji za otroke: otroci vsak dan v adventu odprejo predalček v koledarju in dobijo simbolično darilce.
Praznika v adventu:
- 6. december: Miklavž
- 8. december: Marijino brezmadežno spočetje

### Božični čas
Božični čas se začne na božič (25. decembra) s posebno mašo - polnočnico (pravzaprav že z večerno mašo 24. decembra) in traja do praznika Jezusovega krsta (nedelja po 6. januarju). Liturgična barva božičnega časa je bela. V tem času se verniki spominjajo rojstva Jezusa Kristusa. Značilen simbol tega časa so jaslice, ki prikazujejo, kako se je Jezus rodil v hlevčku, ker Jožef in Marija nista dobila boljšega prenočišča.
Prazniki v božičnem času:
- 25. december: božič - rojstvo Jezusa Kristusa
- nedelja po božiču: sveta družina
- 1. januar: Marija Božja mati (po starem Jezusovo obrezovanje)
- 6. januar: Gospodovo razglašenje ali sveti trije kralji
- nedelja po 6. januarju: Jezusov krst

Pomensko se v božični čas vključuje tudi:
- 2. februar: Gospodovo darovanje ali svečnica

### Čas med letom (prvi del)
Nedelja Jezusovega krsta se sicer imenuje tudi prva nedelja med letom, a čas med letom se uradno začne šele en dan pozneje in traja do pustnega torka (tri do osem tednov). Liturgična barva časa med letom je zelena.

### Postni čas
Postni čas traja od pepelnične srede do velike sobote. Imenuje se tudi štiridesetdnevni post, vendar v resnici traja 46 dni: 40 dni posta in 6 nedelj. Postni čas je čas priprave na največji krščanski praznik - veliko noč. Tudi začetek postnega časa je določen z datumom velike noči. Postni čas vključuje šest postnih nedelj: 5. postna nedelja se imenuje tiha nedelja (ker na ta dan ni cerkvenega petja), 6. postna nedelja pa se imenuje cvetna nedelja. Liturgična barva postnega časa je vijolična.
Ob petkih v postnem času velja za (odrasle, zdrave) vernike zdržek od mesnih jedi, na pepelnično sredo in veliki petek pa strogi post. V postnem času se verniki spominjajo Jezusovega trpljenja z molitvijo križevega pota.
Prazniki v postnem času:
- 46 dni pred veliko nočjo: pepelnična sreda
- 19. marec: sveti Jožef
- 25. marec: Marijino oznanjenje
- 7 dni pred veliko nočjo: cvetna nedelja
- zadnji trije dnevi pred veliko nočjo: veliki četrtek, veliki petek, velika sobota

### Velikonočni čas
Velikonočni čas traja od velike noči do praznika binkošti. Prvi teden po veliki noči se imenuje velikonočni teden in predstavlja podaljšano praznovanje velike noči. Velikonočni čas vsebuje sedem velikonočnih nedelj: za prvo šteje kar velika noč, druga se imenuje tudi bela nedelja ali nedelja Božjega usmiljenja.  50. dan (gr. pentekosté heméra - od tod ime : binkošti) po veliki noči je praznik binkošti, s katerim se zaključi velikonočni čas. Liturgična barva velikonočnega časa je bela.
Prazniki v velikonočnem času:
- nedelja po prvi pomladni polni luni: velika noč
- 40. dan po veliki noči: vnebohod
- 50. dan po veliki noči: binkošti

Pomensko se v velikonočni čas vključuje tudi:
- teden po binkoštih: praznik svete Trojice
- četrtek po sveti Trojici: sveto rešnje telo in kri - telovo
- tretji petek po binkoštih: srce Jezusovo

### Čas med letom (drugi del)
Od binkoštnega ponedeljka (Marija, Mati Cerkve) do začetka adventa traja drugi del časa med letom. Liturgična barva časa med letom je zelena.
Prazniki v času med letom:
- 24. junij: rojstvo Janeza Krstnika (kres)
- 29. junij: sveti Peter in Pavel
- 6. avgust: Jezusova spremenitev
- 15. avgust: Marijino vnebovzetje - veliki šmaren
- 8. september: Marijino rojstvo - mali šmaren
- 14. september: povišanje svetega križa
- 1. november: vsi sveti
- 2. november: spomin vseh vernih rajnih - verne duše
- zadnja (34.) nedelja med letom: Kristus kralj vesoljstva

### Marijina meseca
Koledar katoliške Cerkve posveča Mariji kar dva meseca posebnih pobožnosti:
- mesec maj je posvečen Mariji osebno; verniki so v maju vabljeni k mašam, ki se imenujejo šmarnice (šmarne maše).
- oktober je posvečen molitvi rožnega venca; verniki so vabljeni, da v oktobru vsak dan molijo to molitev posvečeno Mariji.

## Pravoslavno cerkveno leto
Ker koledar pravoslavnega cerkvenega leta ni poenoten, uporaljajo Pravoslavne cerkve dva različna koledarja:
- stari pravoslavni koledar ali julijanski koledar uporablja večina pravoslavnih Cerkva - tako imenovani starokoledaristi
- novi pravoslavni koledar ali Milankovićev koledar uporabljajo Grki, Romuni, Bolgari (in nekatere manjše Cerkve) - tako imenovani novokoledaristi

Razlika med koledarjema znaša 13 dni. Novi koledar je (v 20. in 21. stoletju) enak običajnemu gregorijanskemu koledarju, stari koledar pa za 13 dni zamuja. To pomeni, da isti praznik praznujejo v Srbiji 13 dni pozneje kot v Grčiji. Navajanje datumov pravoslavnih praznikov je zato treba pravilno razumeti: če navajamo (na primer), da »je praznik Marijinega rojstva 8. septembra po pravoslavnem koledarju« to pomeni, da ga novokoledaristi praznujejo na dan, ki je tudi po našem (gregorijanskem) koledarju 8. september, starokoledaristi pa šele 21. septembra po našem (gregorijanskem) koledarju.
Pravoslavno cerkveno leto je v grobih potezah podobno katoliškemu (glej: katoliški koledar), tudi številni prazniki so enako razporejeni in številni svetniki godujejo na iste datume. Tudi pravoslavno bogoslužno leto določata največja krščanska praznika božič in velika noč. Najbolj opazna razlika v primerjavi s katoliškim koledarjem je precej večje število postnih dni, saj pravoslavne Cerkve pripisujejo postu veliko večji pomen kot katoliki.
Po navadi se šteje za začetek pravoslavnega cerkvenega leta 1. september. Prvi del leta je namenjen pripravi na božič. Kmalu po božiču se začne postni čas ali veliki post - čas priprave na veliko noč. Prva od šestih predvelikonočnih nedelj se imenuje praznik pravoslavja. Povelikonočni čas se nadaljuje še sedem tednov po veliki noči in se zaključi z nedeljo Svete Trojice in s ponedeljkom Svetega Duha.

### Prazniki
Poleg najpomembnejšega krščanskega praznika - velike noči - pravoslavni kristjani še posebej slavijo naslednjih dvanajst glavnih praznikov:
| Praznik                                   | Novi koledar              | Stari koledar             |
| ----------------------------------------- | ------------------------- | ------------------------- |
| Marijino rojstvo - mali šmaren            | 8. september              | 21. september             |
| povišanje svetega križa                   | 14. september             | 27. september             |
| Marijino darovanje v templju              | 21. november              | 4. december               |
| božič                                     | 25. december              | 7. januar                 |
| teofanija in Jezusov krst                 | 6. januar                 | 19. januar                |
| Gospodovo darovanje v templju             | 2. februar                | 15. februar               |
| Marijino oznanjenje                       | 25. marec                 | 7. april                  |
| Jezusov vhod v Jeruzalem - cvetna nedelja | nedelja pred veliko nočjo | nedelja pred veliko nočjo |
| vnebohod                                  | 40. dan po veliki noči    | 40. dan po veliki noči    |
| Sveta Trojica                             | 50. dan po veliki noči    | 50. dan po veliki noči    |
| Jezusova spremenitev                      | 6. avgust                 | 19. avgust                |
| veliki šmaren                             | 15. avgust                | 28. avgust                |

#### Drugi prazniki
| Praznik                          | Novi koledar         | Stari koledar        |
| -------------------------------- | -------------------- | -------------------- |
| Jezusovo obrezovanje - novo leto | 1. januar            | 14. januar           |
| praznik Svetega Duha (binkošti)  | dan po Sveti Trojici | dan po Sveti Trojici |
| rojstvo Janeza Krstnika          | 24. junij            | 7. julij             |
| sveti Peter in Pavel             | 29. junij            | 12. julij            |
| obglavljenje Janeza Krstnika     | 29. avgust           | 11. september        |